# Zayd ibn Thâbit
Zayd ibn Thâbit, (VIIe siècle) est un ansâr, originaire de Bosra, scribe personnel de Mahomet en qui celui-ci a entière confiance. Il n'a que onze ans quand Mahomet émigre de la Mecque. Il prend part, dès que l'âge le lui permet, aux combats livrés pour la nouvelle religion, et se trouve à la bataille de Uhud ainsi qu'à toutes les suivantes.
À la suite de la bataille d’Al-Yamâmah contre Musaylima, au cours de laquelle près de 1 200 musulmans dont 39 grands Compagnons et 70 maîtres-récitateurs du Coran perdent la vie, le compagnon Umar Ibn Al-Khatab craint que le Coran ne se perde et conseille alors le calife Abou Bakr de le rassembler en un seul livre et de confier cette mission à Zayd. Après avoir consulté les autres compagnons, le calife Abou Bakr confie alors à Zayd la mission de rassembler les fragments épars et de compiler l'ensemble des versets en un seul livre : cette compilation sera la version définitive du Coran.
Par la suite, les ṣuḥuf ou feuillets collectés, seront détruits par le gouverneur de Médine,,.
Son fils Khârijah Ibn Zayd Ibn Thâbit devient l'un des 7 Fuqahâ de Médine et transmet ses avis juridiques.